# Riu Golok
El riu Golok (แม่น้ำโก-ลก en tailandès, transcrit Maenam Kolok, pronunciat mɛ̂ː.náːm koː.lók; Sungai Golok en malai) és un riu que s'esté al llarg de la frontera entre Tailàndia i Malàisia. El riu és creuat únicament pel pont Rantau Panjang–Sungai, també anomenat pont de l'Harmonia o pont de l'Amistat Malaiotailandesa. El nom del riu en malai és Sungai Golok, que significa "riu d'espases".
El riu fa de frontera natural entre l'estat malai Kelantan i la província tailandesa de Narathiwat. El pont de l'amistat connecta el poble malai de Rantau Panjang amb l'aldea tailandesa de Su-ngai Kolok. Rantau Panjang és un territori lliure d'impostos.
El riu va a parar al Golf de Siam en el districte de Tak Bai, a la província de Narathiwat. En l'estació dels monsons hi ha inundacions. Hi va haver unes inundacions especialment inusuals el 21 de desembre de 2009 que van causar l'evacuació en certes parts de Kelantan.
El riu d'origina en les muntanyes de la zona del districte Amphoe Waeng, llavors travessa els districtes de Su-ngai Kolok i Tak Bai. Té una longitud de 103 km.